# 忠類站

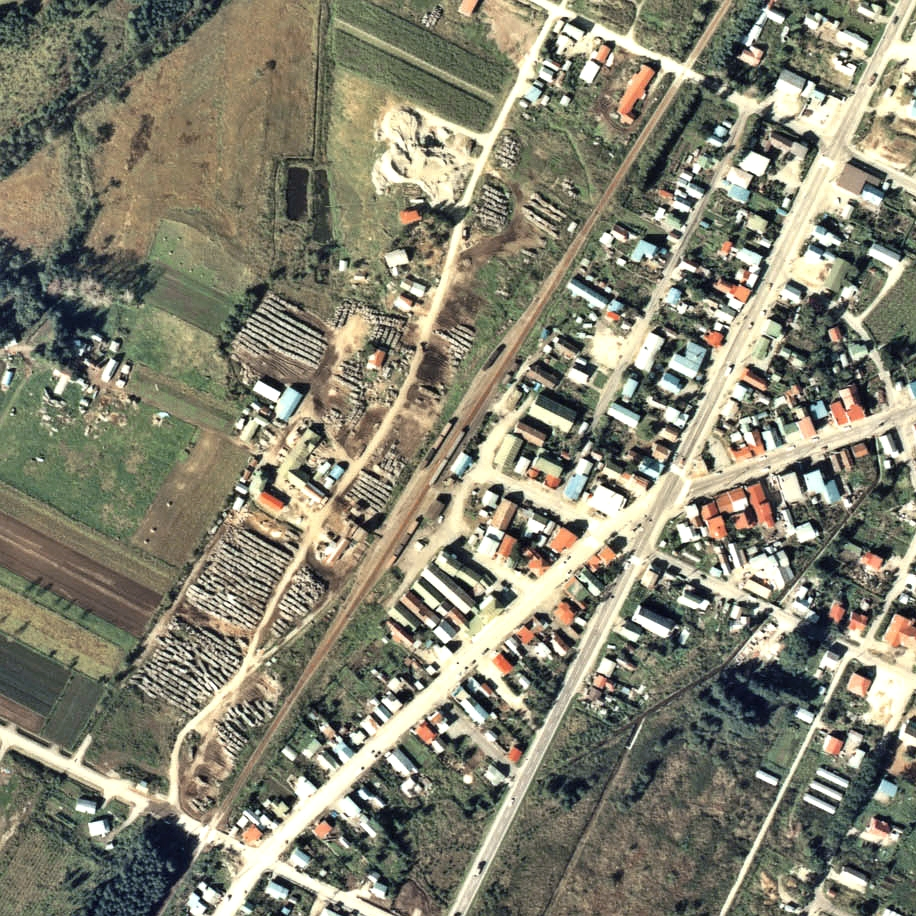
1977年的忠類站與方圓約500米範圍。下方是廣尾方向。

忠類站（日语：／ Chūrui eki */?）是位於北海道中川郡幕別町忠類榮町，日本國有鐵道（國鐵）的廣尾線車站（廢站）。隨著廣尾線全線廢線，車站在1987年（昭和62年）2月2日廢除。

## 歷史
- 1930年（昭和5年）10月10日 - 國有鐵道廣尾線 中札內站至大樹站之間開通，此站啟用。當時為一般車站[1]。
- 1982年（昭和57年）9月10日 - 車站結束處理貨物[1]。
- 1984年（昭和59年）2月1日 - 車站結束處理行李[1]。
- 1987年（昭和62年）2月2日 - 廣尾線全線廢除，此站也廢除[1]。

## 車站構造
截至車站廢除前，此站是地面車站，設有1面1線的單式月台。月台位於路軌東南方（廣尾方向的列車會開啟左邊車門）。曾經此站設有2面2線的相對式月台，當時可進行列車交會。車站大樓對面的路軌在廢除交會設備後變成側線（截至1983年（昭和58年），月台已經被撤走）。本線靠近廣尾一方設有路軌分支，連接車站大樓南側的貨物月台（缺角式月台）和1條貨物側線。除了上述舊交會線外，靠近帶廣一方也設有路軌分支，連接另一條側線。
此站是職員配置站，車站大樓位於站內東南方，鄰接月台中央。

## 站名的由來
車站名稱取自所在地名，地名源自阿伊努語的「チウ・ルイ・トープツ」，其意思是「湍急的河流」。

## 使用狀況
在1981年度（昭和56年度），1日平均上下車人次為106人。

## 車站周邊
- 北海道道657號美成忠類停車場線
- 國道236號（廣尾國道）[3]
- 道之驛忠類（日语：道の駅忠類）
- 幕別町忠類綜合分所
- 忠類郵局
- 忠類分署
- 忠類中學
- 忠類小學
- 洞雲寺
- 白銀台滑雪場
- 十勝巴士（日语：十勝バス）忠類詢問處、「忠類」巴士站

## 現況
在廢站後，忠類村購入舊站地方。在1988年（昭和63年）建設了「交通公園」。車站大樓變成「忠類鐵道資料館」。有一段時期，站內還保持在當時廢站的樣子。後來由於村落開始老化，因此把公園變為往宅區。雖然已經落實計劃，但是卻收到許多聲音希望能夠保留。結果，車站大樓周邊部分的規模縮小並繼續保存。
截至1999年（平成11年）、2010年（平成22年）和2011年（平成23年），舊站仍然存在。車站大樓、月台、路軌和站名牌等設施經過復修，回到當時車站營業的狀態並繼續保存。在舊車站大樓內保存了車費表與鐵路用品。在路軌（側線）從帶廣一方順序放置了WaMu80000形棚車WaMu187865、ToRa70000形敞車ToRa74718和Yo6000形守車Yo7908共3架。在上述提及，當站內規模縮小後，路軌在月台一端終結，但是仍然可看到路軌的走向。當於月台已經老化，因此參觀時需要留意。

## 相鄰車站
日本國有鐵道
廣尾線
上更別－忠類－十勝東和

## 注腳
1. 1 2 3 4 5 6  石野哲（編）. . JTB. 1998: 890. ISBN 978-4-533-02980-6 （日语）.
2. 1 2 3 4 5 6  書籍《国鉄全線各駅停車1 北海道690駅》（小學館，1983年7月發行）139頁。
3. ↑  書籍《北海道道路地図 改訂版》（地勢堂，1980年3月發行）13頁。
4. ↑  交通公園 （页面存档备份，存于）（日語） - 幕別町公所企劃室
5. 1 2  書籍《全国保存鉄道III 東日本編》（監修：白川淳，JTB出版，1998年11月發行）67頁。
6. 1 2  書籍《鉄道廃線跡を歩くVI》（JTB出版，1999年3月發行）40頁。
7. 1 2  書籍《新 鉄道廃線跡を歩く1 北海道・北東北編》（JTB出版，2010年4月發行）88頁。
8. 1 2 3 4  書籍《北海道の鉄道廃線跡》（著：本久公洋，北海道新聞社，2011年9月發行）189-190頁。